# Internierungslager Argelès-sur-Mer

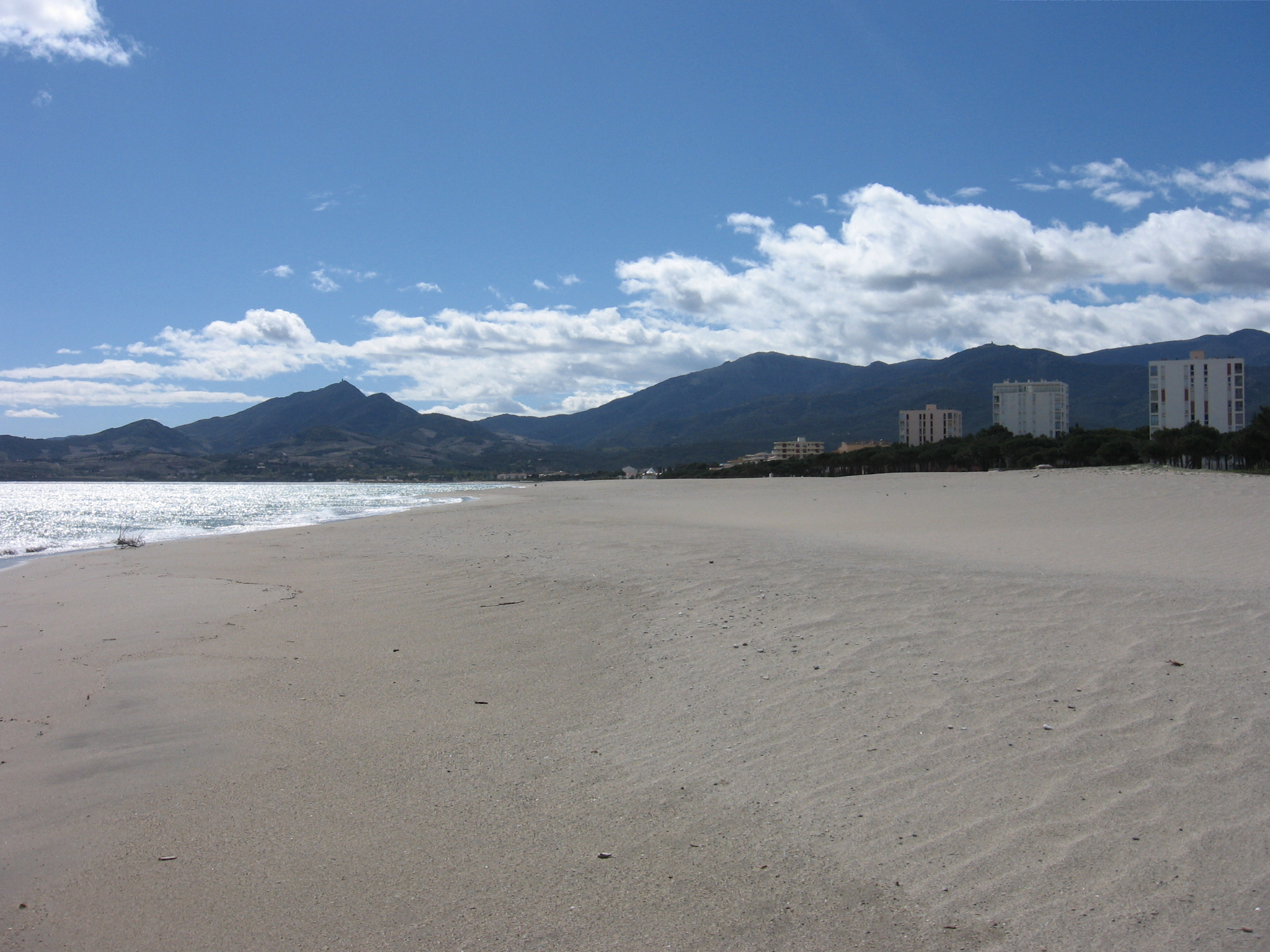
Strand von Argelès-sur-Mer, der Ort, an dem das Internierungslager Argelès errichtet wurde

Das Internierungslager Argelès-sur-Mer war ein Lager in Südfrankreich für die Internierung der verbliebenen Angehörigen der Volksarmee der spanischen Republik im Spanischen Bürgerkrieg (Ejército Popular de la República, EPR) und von zivilen republikanischen Flüchtlingen aus Katalonien.

## Lage und weitere errichtete Lager
Das im Februar 1939 errichtete Lager lag direkt an der Mittelmeerküste in der unmittelbaren Nähe der Stadt Argelès-sur-Mer, heute Argelès-Plage. In dem Lager wurden mehr als 100.000 spanische Flüchtlinge interniert. Es war das erste einer Reihe von Internierungslagern für diese Flüchtlinge. Es folgten: Le Barcarès, Saint-Cyprien, Camp de Gurs, Camp de Rivesaltes, Le Vernet und Septfonds.

## Geschichtliche Einordnung
Mit dem Fall von Barcelona am 26. Januar 1939 und von Girona am 5. Februar 1939 flüchteten mehr als eine halbe Million Flüchtlinge zur französischen Grenze. Dies war die einzige Möglichkeit der Flucht vor den heranrückenden Truppen Francos. Aufgrund des internationalen Drucks auf die französische Regierung erlaubte der Premierminister Édouard Daladier den Flüchtigen ab dem 5. Februar die Einreise nach Frankreich. Daraufhin strömten hunderttausende Flüchtlinge sowie die Reste der republikanischen Regierung und der 130. Brigade der spanischen republikanischen Volksarmee über die Grenzübergänge in La Jonquera und Portbou nach Frankreich, meist zu Fuß.

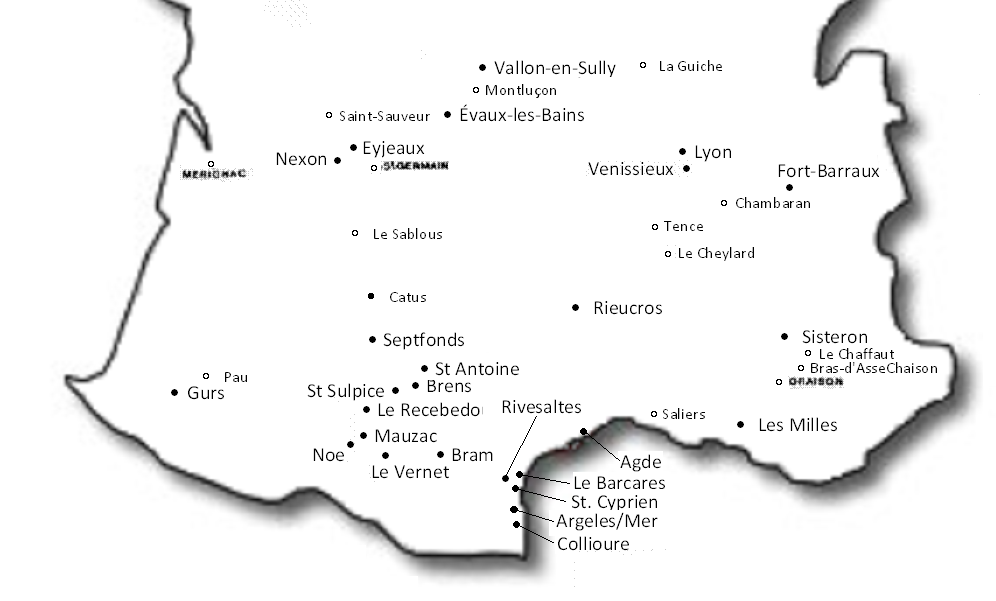
Internierungslager in Südfrankreich nach dem Ende des Spanischen Bürgerkrieges, 1939

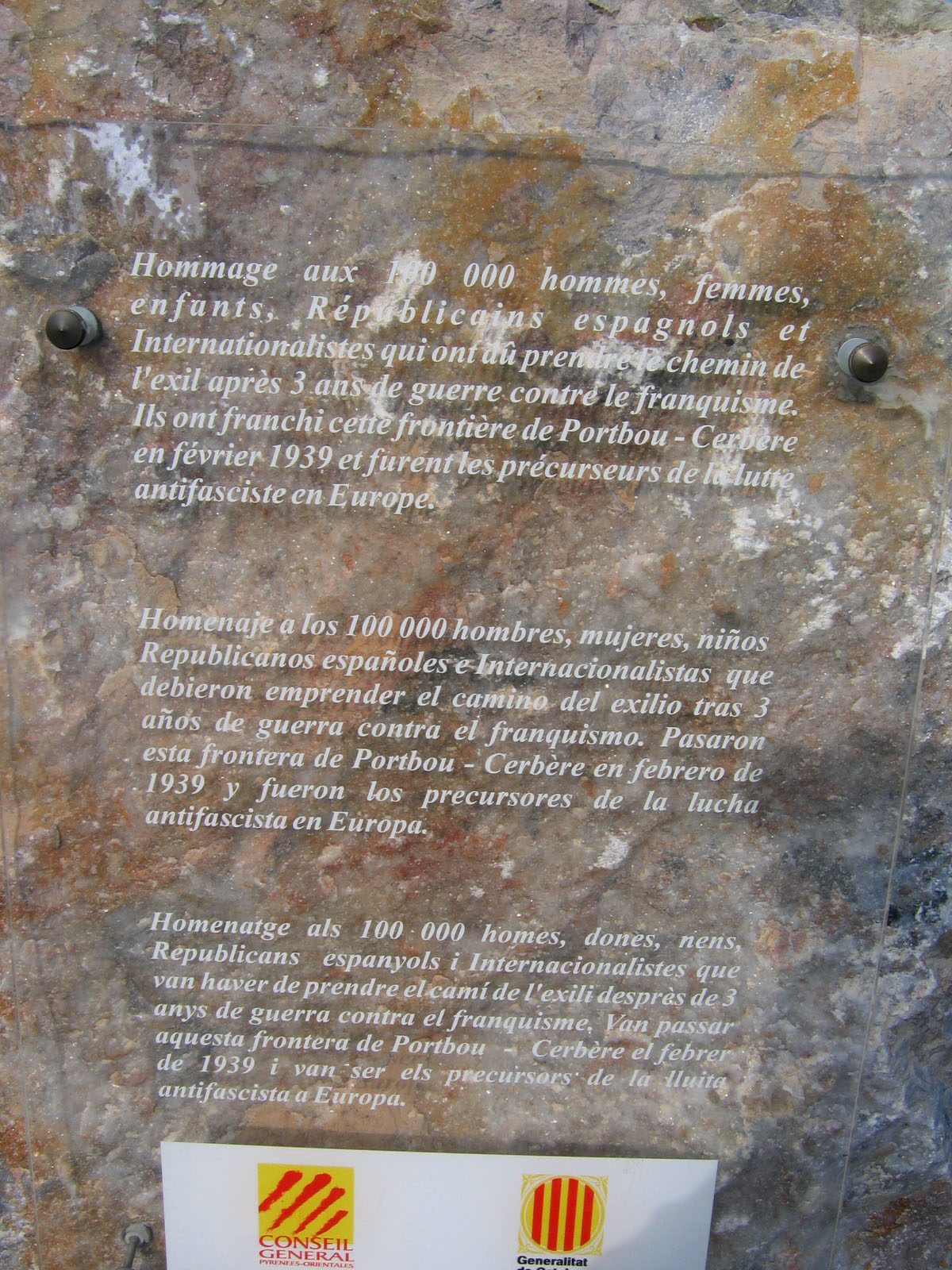
Gedenkstein für die republikanischen Flüchtlinge, die im Februar 1939 die Grenze bei Portbou überschritten, zwischen Portbou und Cerbère

Bis zum 15. Februar 1939 flüchteten nach offiziellen Angaben 353.107 Menschen in das französische Département Pyrénées-Orientales, in dem damals etwa 230.000 Einwohner wohnten. Laut einem Bericht der französischen Regierung (Informe Valière) vom 9. März 1939 erreichte die Zahl der Flüchtlinge sogar 440.000. Unter den Flüchtigen waren 170.000 Frauen, Kinder und ältere Menschen, 220.000 Soldaten und Milizionäre, 40.000 Invaliden sowie 10.000 Verwundete.
Die französische Regierung entschied sich, die Flüchtenden ca. 35 km von der spanischen Grenze entfernt an den Stränden der Stadt Argelès-sur-Mer zu internieren.

## Beschreibung
Das Gebiet wurde mit Stacheldraht umzäunt und von der französischen Armee und von einigen Gendarmen bewacht.
Die Lebensbedingungen der Flüchtlinge im Internierungslager Argelès-sur-Mer waren schlecht. Die von den Häftlingen selbst errichteten Baracken waren aus Holz und Leinwand. Die Hilfslieferungen von Organisationen, wie zum Beispiel dem Roten Kreuz, reichten nicht aus, um die Flüchtlinge zu versorgen, wobei das Essen mit Salzwasser des Mittelmeeres gekocht werden musste.
Viele starben an Hunger oder an Krankheiten wie Typhus, Ruhr und der Krätze. Besonders litten auch Schwangere und Kleinkinder. Eine der ganz wenigen, die hier halfen, war die Schweizerin Elisabeth Eidenbenz, die mit Hilfe des Roten Kreuzes, Spenden und vieler Freiwilliger im nahen Elne ein Entbindungsheim einrichtete, das noch bis fast zum Ende des Zweiten Weltkrieges Zufluchtsstätte vieler, auch jüdischer, verfolgter Frauen und Kinder wurde.

## Ende der Lager
Sechs Monate nach der Errichtung des Internierungslagers Argelès-sur-Mer brach der Zweite Weltkrieg aus. Während des deutschen Westfeldzugs verließen im Juni 1940 viele der Internierten das Lager, das im Oktober 1940 noch immer über 15.000 Bewohner hatte, wobei die meisten in Frankreich blieben. Einige kämpften in der französischen Armee gegen die Achsenmächte oder schlossen sich der Résistance an. 7.300 Internierte, die in deutsche Gefangenschaft gerieten, wurden vor allem im KZ Mauthausen und KZ Gusen gefangen gesetzt.
Andere beschlossen, nach Spanien zurückzukehren und an das Amnestieversprechen für jene, die keine Gewaltverbrechen begangen hatten, zu glauben. Viele dieser Heimkehrer wurden hingerichtet oder bei ihrer Rückkehr in ihre Heimatorte in Francos Konzentrationslager gesteckt. Flüchtlinge, die in Frankreich verblieben, insbesondere führende Politiker der Spanischen Republik, wurden vom Vichy-Frankreich oder durch die Gestapo an Spanien ausgeliefert und dort – wie im Falle von Lluís Companys – hingerichtet. In der Forschung ist von 13.000 „Rotspaniern“ die Rede, die nach der Besetzung Frankreichs durch Hitlers Truppen aufgegriffen wurden und den Weg in deutsche Konzentrationslager nahmen, wo nicht weniger als 10.000 von ihnen ums Leben gekommen sein sollen – 7.000 davon allein im KZ Mauthausen. Bekannt ist in diesem Zusammenhang der Interbrigadistenblock im KZ Dachau. Nach der Kapitulation wurden hier auch deutsche Juden interniert. Das Lager wurde im Oktober 1941 geschlossen. Die Einrichtungen wurden von dem Vichy-Regime als ein paramilitärisches Jugendlager (Chantiers de la jeunesse française) weiter benutzt.
In den 1960er Jahren dienten die Baracken, umgebaut, aber immer noch einheitlich aussehend (in drei parallelen Linien aufgereiht), als Feriendomizile für die städtischen Bewohner des Hinterlandes, sie wurden auch an Feriengäste vermietet.

## Nachwirken

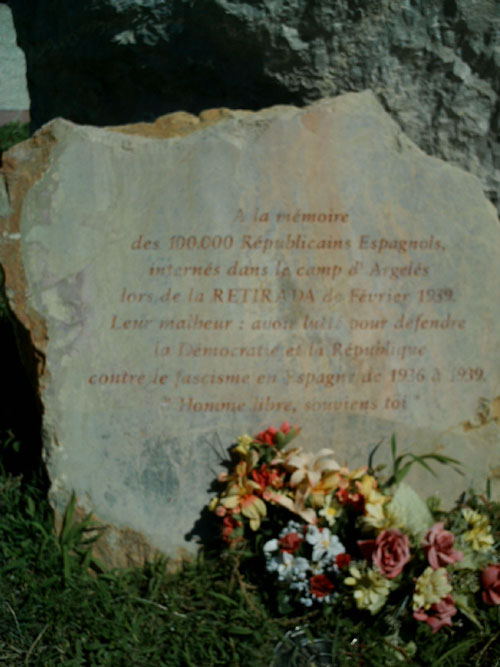
Gedenkstein in Argelès

2010 hat Felip Solé über die Lebensbedingungen im Internierungslager den Film Camp d’Argelès gemacht.
Die Gemeinde Argelès-sur-Mer hat 1999 den Flüchtlingen am Strand ein Denkmal gesetzt.

## Berühmte Internierte
- Federico Escofet Alsina, Kommandant und Chef des Stabes der Kavallerie-Brigade der Aragon-Front
- Agustí Cabruja i Auguet, katalanischer Schriftsteller und Journalist
- Herbert Tschäpe, deutscher Interbrigadist
- Abel Paz, spanischer Syndikalist
- Peko Dapčević, jugoslawischer Interbrigadist
- Vicente Ferrer Moncho, einfacher Soldat im Spanischen Bürgerkrieg
- Josep Renau, spanischer Maler, Grafiker und Photomontagekünstler
- Hans Landauer, österreichischer Interbrigadist
- Augustinus Remiro Manero, Mitglied der CNT-Milizen
- Eulalio Ferrer Rodríguez, jüngster Kapitän des Spanischen Bürgerkrieges
- Josep Bartoli, spanischer Maler, Bühnenbildner und Künstler aus Barcelona